# Svenska mästerskapen i kortbanesimning 2005
Svenska mästerskapen i kortbanesimning 2005 avgjordes i Valhallabadet, Göteborg 10–13 mars 2005.

## Medaljsummering

### Herrar
| Gren            | Guld                                                                                                | Guld                                                                                                | Silver | Silver | Brons | Brons |
| 50 m frisim     | Marcus Piehl 22,07                                                                                  | Linköpings ASS                                                                                      | Stefan Nystrand 22,23                                                                                       | Södertörns SS                                                                                               | Petter Stymne 22,30                                                                                         | SK Neptun                                                                                                   |
| 100 m frisim    | Marcus Piehl 48,52                                                                                  | Linköpings ASS                                                                                      | Stefan Nystrand 48,69                                                                                       | Södertörns SS                                                                                               | Erik Andersson 49,14                                                                                        | Göteborg Sim                                                                                                |
| 200 m frisim    | Erik Andersson 1.45,76                                                                              | Göteborg Sim                                                                                        | Peter Edvardsson 1.48,33                                                                                    | SK Neptun                                                                                                   | Jesper Levander 1.49,16                                                                                     | Södertörns SS                                                                                               |
| 400 m frisim    | Peter Edvardsson 3.52,11                                                                            | SK Neptun                                                                                           | Johan Claar 3.54,97                                                                                         | Jönköpings SS                                                                                               | Tobias Lindbom 3.57,32                                                                                      | Malmö KK |
| 1500 m frisim   | Johan Claar 15.24,15                                                                                | Jönköpings SS                                                                                       | Martin Birgersson 15.57,66                                                                                  | Sjöbo SS | Adam Olsson 16.07,91                                                                                        | Trelleborgs SS                                                                                              |
| 50 m fjärilsim  | Marcus Piehl 24,06                                                                                  | Linköpings ASS                                                                                      | Filip Rudin 24,29                                                                                           | Trelleborgs SS                                                                                              | Joakim Dahl 24,43                                                                                           | Malmö KK |
| 100 m fjärilsim | Erik Andersson 52,99                                                                                | Göteborg Sim                                                                                        | Johan Setterberg 54,08                                                                                      | SK Neptun                                                                                                   | Joakim Dahl 54,37                                                                                           | Malmö KK |
| 200 m fjärilsim | Jesper Levander 2.00,14                                                                             | Södertörns SS                                                                                       | Simon Sjödin 2.01,27                                                                                        | Södertörns SS                                                                                               | Johan Claar 2.01,63                                                                                         | Jönköpings SS                                                                                               |
| 50 m ryggsim    | Jens Petersson 25,32                                                                                | Stockholms KK                                                                                       | Pontus Renholm 25,34                                                                                        | Stockholmspolisens IF                                                                                       | Mattias Ohlin 25,70                                                                                         | Trelleborgs SS                                                                                              |
| 100 m ryggsim   | Jens Petersson 55,20                                                                                | Stockholms KK                                                                                       | Pontus Renholm 55,77                                                                                        | Stockholmspolisens IF                                                                                       | Johan Sunrydh 55,90                                                                                         | Göteborg Sim                                                                                                |
| 200 m ryggsim   | Pontus Renholm 1.58,97                                                                              | Stockholmspolisens IF                                                                               | Johan Sunrydh 2.01,04                                                                                       | Göteborg Sim                                                                                                | Olof Gustafsson 2.01,34                                                                                     | Malmö KK |
| 50 m bröstsim   | Jakob Dorch 28,12                                                                                   | Linköpings ASS                                                                                      | Stefan Nystrand 28,22                                                                                       | Södertörns SS                                                                                               | Joakim Nielsen 28,44                                                                                        | Anderstorps SS                                                                                              |
| 100 m bröstsim  | Jakob Dorch 1.00,70                                                                                 | Linköpings ASS                                                                                      | Filip Lundeholm 1.02,27                                                                                     | Linköpings ASS                                                                                              | Joakim Nielsen 1.02,43                                                                                      | Anderstorps SS                                                                                              |
| 200 m bröstsim  | Martin Gustavsson 2.10,14                                                                           | Malmö KK                                                                                            | Jakob Dorch 2.12,46                                                                                         | Linköpings ASS                                                                                              | Axel Pettersson 2.14,49                                                                                     | SK Neptun                                                                                                   |
| 100 m medley    | Erik Dorch 55,47                                                                                    | Linköpings ASS                                                                                      | Filip Lundeholm 56,52                                                                                       | Linköpings ASS                                                                                              | Erik Samuelsson 56,83                                                                                       | Väsby SS |
| 200 m medley    | Erik Samuelsson 2.00,25                                                                             | Väsby SS                                                                                            | Axel Pettersson 2.01,61                                                                                     | SK Neptun                                                                                                   | Martin Gustavsson 2.03,49                                                                                   | Malmö KK |
| 400 m medley    | Axel Pettersson 4.17,09                                                                             | SK Neptun                                                                                           | Erik Samuelsson 4.25,00                                                                                     | Väsby SS | Rasmus Regnstrand 4.29,31                                                                                   | SK Neptun                                                                                                   |
| 4x50 m frisim   | Linköpings ASS 1.29,41                                                                              | Linköpings ASS 1.29,41                                                                              | SK Neptun 1.29,72                                                                                           | SK Neptun 1.29,72                                                                                           | Stockholms KK 1.31,12                                                                                       | Stockholms KK 1.31,12                                                                                       |
| 4x50 m frisim   | Marcus Piehl (22,19) Erik Dorch (21,87) Filip Lundeholm (22,71) Hans Albrektsson (22,64)            | Marcus Piehl (22,19) Erik Dorch (21,87) Filip Lundeholm (22,71) Hans Albrektsson (22,64)            | Petter Stymne (22,30) Johan Wallberg (22,17) Johan Norling (22,59) Peter Edvardsson (22,66)                 | Petter Stymne (22,30) Johan Wallberg (22,17) Johan Norling (22,59) Peter Edvardsson (22,66)                 | Peter Segerlund (22,92) Dennis Lundkvist (22,72) Jens Petersson (22,80) Tor Sundin (22,68)                  | Peter Segerlund (22,92) Dennis Lundkvist (22,72) Jens Petersson (22,80) Tor Sundin (22,68)                  |
| 4x100 m frisim  | Linköpings ASS 3.16,95                                                                              | Linköpings ASS 3.16,95                                                                              | SK Neptun 3.17,32                                                                                           | SK Neptun 3.17,32                                                                                           | Södertörns SS 3.21,68                                                                                       | Södertörns SS 3.21,68                                                                                       |
| 4x100 m frisim  | Marcus Piehl (48,24) Erik Dorch (48,36) Filip Lundeholm (50,12) Hans Albrektsson (50,23)            | Marcus Piehl (48,24) Erik Dorch (48,36) Filip Lundeholm (50,12) Hans Albrektsson (50,23)            | Peter Edvardsson (50,11) Pelle Westergren (50,13) Johan Wallberg (49,13) Petter Stymne (47,95)              | Peter Edvardsson (50,11) Pelle Westergren (50,13) Johan Wallberg (49,13) Petter Stymne (47,95)              | Jesper Levander (50,26) Tobias Andersson (51,59) Stefan Nystrand (49,47) Simon Sjödin (50,36)               | Jesper Levander (50,26) Tobias Andersson (51,59) Stefan Nystrand (49,47) Simon Sjödin (50,36)               |
| 4x200 m frisim  | Södertörns SS 7.21,64                                                                               | Södertörns SS 7.21,64                                                                               | SK Neptun 7.29,36                                                                                           | SK Neptun 7.29,36                                                                                           | Malmö KK 7.31,24                                                                                            | Malmö KK 7.31,24                                                                                            |
| 4x200 m frisim  | Jesper Levander (1.48,59) Simon Sjödin (1.50,97) Stefan Nystrand (1.47,41) Mikael E Rosén (1.54,67) | Jesper Levander (1.48,59) Simon Sjödin (1.50,97) Stefan Nystrand (1.47,41) Mikael E Rosén (1.54,67) | Jonathan Dahlberg (1.54,29) Peter Edvardsson (1.50,88) Pelle Westergren (1.52,51) Axel Pettersson (1.51,68) | Jonathan Dahlberg (1.54,29) Peter Edvardsson (1.50,88) Pelle Westergren (1.52,51) Axel Pettersson (1.51,68) | Tobias Lindbom (1.51,95) Olof Gustafsson (1.51,43) Andreas Lentonsson (1.56,32) Martin Gustavsson (1.51,54) | Tobias Lindbom (1.51,95) Olof Gustafsson (1.51,43) Andreas Lentonsson (1.56,32) Martin Gustavsson (1.51,54) |
| 4x50 m medley   | Linköpings ASS 1.39,16                                                                              | Linköpings ASS 1.39,16                                                                              | Malmö KK 1.40,70                                                                                            | Malmö KK 1.40,70                                                                                            | Stockholms KK 1.40,97                                                                                       | Stockholms KK 1.40,97                                                                                       |
| 4x50 m medley   | Marcus Piehl (25,93) Jakob Dorch (27,70) Filip Lundeholm (23,82) Erik Dorch (21,71)                 | Marcus Piehl (25,93) Jakob Dorch (27,70) Filip Lundeholm (23,82) Erik Dorch (21,71)                 | Fredrik Engdahl (26,78) Martin Gustavsson (27,42) Joakim Dahl (23,81) Marcus Andersson (22,69)              | Fredrik Engdahl (26,78) Martin Gustavsson (27,42) Joakim Dahl (23,81) Marcus Andersson (22,69)              | Jens Petersson (25,78) Peter Segerlund (28,72) Tor Sundin (23,80) Dennis Lundkvist (22,67)                  | Jens Petersson (25,78) Peter Segerlund (28,72) Tor Sundin (23,80) Dennis Lundkvist (22,67)                  |
| 4x100 m medley  | Linköpings ASS 3.38,37                                                                              | Linköpings ASS 3.38,37                                                                              | Malmö KK 3.40,11                                                                                            | Malmö KK 3.40,11                                                                                            | SK Neptun 3.40,99                                                                                           | SK Neptun 3.40,99                                                                                           |
| 4x100 m medley  | Marcus Piehl (56,74) Jakob Dorch (59,54) Filip Lundeholm (53,66) Erik Dorch (48,43)                 | Marcus Piehl (56,74) Jakob Dorch (59,54) Filip Lundeholm (53,66) Erik Dorch (48,43)                 | Olof Gustafsson (56,30) Martin Gustavsson (59,77) Joakim Dahl (53,32) Fredrik Engdahl (50,72)               | Olof Gustafsson (56,30) Martin Gustavsson (59,77) Joakim Dahl (53,32) Fredrik Engdahl (50,72)               | Stefano Prestinoni (58,32) Jonas Andersson (1.01,51) Johan Setterberg (53,36) Petter Stymne (47,80)         | Stefano Prestinoni (58,32) Jonas Andersson (1.01,51) Johan Setterberg (53,36) Petter Stymne (47,80)         |

### Damer
| Gren            | Guld | Guld | Silver                                                                                            | Silver                                                                                            | Brons | Brons |
| 50 m frisim     | Therese Alshammar 24,44                                                                                       | SK Neptun | Anna-Karin Kammerling 24,53                                                                       | Sundsvalls SS                                                                                     | Claire Hedenskog 25,40                                                                                   | Göteborg Sim                                                                                             |
| 100 m frisim    | Josefin Lillhage 54,11                                                                                        | Väsby SS | Johanna Sjöberg 54,17                                                                             | Spårvägens SF                                                                                     | Petra Granlund 55,68                                                                                     | S77 |
| 200 m frisim    | Josefin Lillhage 1.54,97                                                                                      | Väsby SS | Petra Granlund 1.58,81                                                                            | S77                                                                                               | Therese Svendsen 2.00,54                                                                                 | SK Ran                                                                                                   |
| 400 m frisim    | Josefin Lillhage 4.06,80                                                                                      | Väsby SS | Teresia Gimholt 4.09,94                                                                           | S77                                                                                               | Astrid Armgarth 4.14,40                                                                                  | Linköpings ASS                                                                                           |
| 800 m frisim    | Teresia Gimholt 8.39,16                                                                                       | S77 | Astrid Armgarth 8.45,56                                                                           | Linköpings ASS                                                                                    | Eva Berglund 8.49,01                                                                                     | Jönköpings SS                                                                                            |
| 50 m fjärilsim  | Anna-Karin Kammerling 25,33                                                                                   | Sundsvalls SS                                                                                                 | Therese Alshammar 25,87                                                                           | SK Neptun                                                                                         | Jennie Lindh 27,44                                                                                       | Kalmar SS                                                                                                |
| 100 m fjärilsim | Johanna Sjöberg 58,04                                                                                         | Spårvägens SF                                                                                                 | Gabriella Fagundez 59,60                                                                          | Väsby SS                                                                                          | Petra Granlund 1.00,71                                                                                   | S77 |
| 200 m fjärilsim | Petra Granlund 2.12,06                                                                                        | S77 | Emilia Nilsson 2.14,49                                                                            | Linköpings ASS                                                                                    | Malin Fredriksson 2.16,49                                                                                | Kalmar SS                                                                                                |
| 50 m ryggsim    | Therese Alshammar 28,08                                                                                       | SK Neptun | Anna-Karin Kammerling 28,29                                                                       | Sundsvalls SS                                                                                     | Emelie Kirkegaard 28,62                                                                                  | Spårvägens SF                                                                                            |
| 100 m ryggsim   | Therese Svendsen 1.01,62 Carin Möller 1.01,62                                                                 | SK Ran Kalmar SS                                                                                              |                                                                                                   |                                                                                                   | Susannah Moonan 1.01,97                                                                                  | Södertörns SS                                                                                            |
| 200 m ryggsim   | Therese Svendsen 2.09,67                                                                                      | SK Ran | Carin Möller 2.10,48                                                                              | Kalmar SS                                                                                         | Martina Svensson 2.13,02                                                                                 | Linköpings ASS                                                                                           |
| 50 m bröstsim   | Rebecca Ejdervik 32,19                                                                                        | Täby Sim | Caroline Drab 32,41                                                                               | SK Ran                                                                                            | Fanny D Lillieström 32,68                                                                                | Södertörns SS                                                                                            |
| 100 m bröstsim  | Jeanette Engzell 1.09,86                                                                                      | Falu SS | Fanny D Lillieström 1.10,24                                                                       | Södertörns SS                                                                                     | Rebecca Ejdervik 1.10,26                                                                                 | Täby Sim                                                                                                 |
| 200 m bröstsim  | Sandra Jacobson 2.27,07                                                                                       | Täby Sim | Josefin Wede 2.28,09                                                                              | SK Sydsim                                                                                         | Sara Larsson 2.29,37                                                                                     | Ludvika SS                                                                                               |
| 100 m medley    | Hanna Eriksson 1.01,74                                                                                        | Södertälje SS                                                                                                 | Magdalena Kuras 1.03,32                                                                           | Malmö KK                                                                                          | Sara Thydén 1.03,39                                                                                      | Kalmar SS                                                                                                |
| 200 m medley    | Malin Svahnström 2.13,63                                                                                      | Väsby SS | Sara Thydén 2.14,92                                                                               | Kalmar SS                                                                                         | Ida Sandin 2.16,39                                                                                       | Wisby SS                                                                                                 |
| 400 m medley    | Sara Thydén 4.39,79                                                                                           | Kalmar SS | Teresia Gimholt 4.43,42                                                                           | S77                                                                                               | Astrid Armgarth 4.44,69                                                                                  | Linköpings ASS                                                                                           |
| 4x50 m frisim   | Väsby SS 1.41,79                                                                                              | Väsby SS 1.41,79                                                                                              | Södertörns SS 1.43,38                                                                             | Södertörns SS 1.43,38                                                                             | SK Neptun 1.43,51                                                                                        | SK Neptun 1.43,51                                                                                        |
| 4x50 m frisim   | Gabriella Fagundez (26,24) Malin Svahnström (25,53) Josefine Lillhage (24,35) Denise Helgersson (25,67)       | Gabriella Fagundez (26,24) Malin Svahnström (25,53) Josefine Lillhage (24,35) Denise Helgersson (25,67)       | Louise Jöhncke (26,17) Hanna Lundström (26,14) Susannah Moonan (25,75) Cathrin Carlzon (25,32)    | Louise Jöhncke (26,17) Hanna Lundström (26,14) Susannah Moonan (25,75) Cathrin Carlzon (25,32)    | Katarina Tour (27,02) Minna Ahonpää (26,08) Therese Alshammar (24,10) Elin Sundström (26,31)             | Katarina Tour (27,02) Minna Ahonpää (26,08) Therese Alshammar (24,10) Elin Sundström (26,31)             |
| 4x100 m frisim  | Väsby SS 3.40,28                                                                                              | Väsby SS 3.40,28                                                                                              | Södertörns SS 3.46,10                                                                             | Södertörns SS 3.46,10                                                                             | SK Ran 3.47,72                                                                                           | SK Ran 3.47,72                                                                                           |
| 4x100 m frisim  | Therese Mattsson (56,76) Josefin Lillhage (52,53) Gabriella Fagundez (55,93) Malin Svahnström (55,06)         | Therese Mattsson (56,76) Josefin Lillhage (52,53) Gabriella Fagundez (55,93) Malin Svahnström (55,06)         | Cathrin Carlzon (57,43) Susannah Moonan (56,31) Hanna Lundström (56,25) Louise Jöhncke (56,11)    | Cathrin Carlzon (57,43) Susannah Moonan (56,31) Hanna Lundström (56,25) Louise Jöhncke (56,11)    | Cassandra Ljungdahl (58,28) Therese Svendsen (55,65) Louise Westergren (57,54) Sandra Steffensen (56,25) | Cassandra Ljungdahl (58,28) Therese Svendsen (55,65) Louise Westergren (57,54) Sandra Steffensen (56,25) |
| 4x200 m frisim  | Väsby SS 8.05,35                                                                                              | Väsby SS 8.05,35                                                                                              | Kalmar SS 8.13,67                                                                                 | Kalmar SS 8.13,67                                                                                 | S77 8.13,98                                                                                              | S77 8.13,98                                                                                              |
| 4x200 m frisim  | Therese Mattsson (2.05,28) Josefin Lillhage (1.55,78) Gabriella Fagundez (2.03,89) Malin Svahnström (2.00,40) | Therese Mattsson (2.05,28) Josefin Lillhage (1.55,78) Gabriella Fagundez (2.03,89) Malin Svahnström (2.00,40) | Malin Fredriksson (2.03,25) Sara Thydén (2.04,75) Jennie Lindh (2.03,75) Carin Möller (2.01,92)   | Malin Fredriksson (2.03,25) Sara Thydén (2.04,75) Jennie Lindh (2.03,75) Carin Möller (2.01,92)   | Petra Granlund (2.00,03) Johanna Rudbäck (2.04,49) Jessika Granlund (2.11,37) Teresia Gimholt (1.58,09)  | Petra Granlund (2.00,03) Johanna Rudbäck (2.04,49) Jessika Granlund (2.11,37) Teresia Gimholt (1.58,09)  |
| 4x50 m medley   | Spårvägens SF 1.52,61                                                                                         | Spårvägens SF 1.52,61                                                                                         | Sundsvalls SS 1.53,74                                                                             | Sundsvalls SS 1.53,74                                                                             | Malmö KK 1.53,98                                                                                         | Malmö KK 1.53,98                                                                                         |
| 4x50 m medley   | Emelie Kirkegaard (28,50) Stina Mittermaier (32,54) Johanna Sjöberg (25,72) Stina Gardell (25,85)             | Emelie Kirkegaard (28,50) Stina Mittermaier (32,54) Johanna Sjöberg (25,72) Stina Gardell (25,85)             | Jenny Lindström (29,30) Emma Svanbäck (33,05) Anna-Karin Kammerling (25,10) Martina Lodin (26,29) | Jenny Lindström (29,30) Emma Svanbäck (33,05) Anna-Karin Kammerling (25,10) Martina Lodin (26,29) | Alexandra Wallbäck (29,60) Sanja Dizdarevic (32,16) Lena Hallander (27,18) Magdalena Kuras (25,04)       | Alexandra Wallbäck (29,60) Sanja Dizdarevic (32,16) Lena Hallander (27,18) Magdalena Kuras (25,04)       |
| 4x100 m medley  | Väsby SS 4.06,64                                                                                              | Väsby SS 4.06,64                                                                                              | Kalmar SS 4.08,51                                                                                 | Kalmar SS 4.08,51                                                                                 | Spårvägens SF 4.09,88                                                                                    | Spårvägens SF 4.09,88                                                                                    |
| 4x100 m medley  | Malin Svahnström (1.03,04) Elin Törnbladh (1.10,78) Gabriella Fagundez (59,90) Josefin Lillhage (52,92)       | Malin Svahnström (1.03,04) Elin Törnbladh (1.10,78) Gabriella Fagundez (59,90) Josefin Lillhage (52,92)       | Carin Möller (1.01,61) Malin Fredriksson (1.10,62) Jennie Lindh (1.00,01) Sara Thydén (56,27)     | Carin Möller (1.01,61) Malin Fredriksson (1.10,62) Jennie Lindh (1.00,01) Sara Thydén (56,27)     | Natasha Sundin (1.04,91) Ida Nilsson (1.10,83) Johanna Sjöberg (57,97) Stina Gardell (56,17)             | Natasha Sundin (1.04,91) Ida Nilsson (1.10,83) Johanna Sjöberg (57,97) Stina Gardell (56,17)             |